# Provincia Adrar
Provincia Adrar este o unitate administrativă de gradul I (wilaya) a Algeriei. Reședința sa este orașul Adrar. 